# Marcello Gandini
Marcello Gandini (26. srpna 1938, Turín, Itálie – 13. března 2024, Rivoli) byl italský automobilový designér, známý svou prací v designérském studiu Bertone. Proslavil se především návrhy Lamborghini Countach, Lamborghini Miura a Lancia Stratos. Gandini patří k trojici italských designérů, narozených v roce 1938, kde ho doplňují Giorgetto Giugiaro a Leonardo Fioravanti.
V rozhovoru s Robertem Cumberfordem, redaktorem magazínu Automobile v roce 2009 uvedl, že jeho návrhy jsou zaměřeny na stavbu vozidla, konstrukci, montáž a mechaniku, ne na vzhled. Gandini byl jedním z dvaceti pěti designérů nominovaných na automobilového designéra století.